# Estadio Ramón de Carranza
Estadio Ramón de Carranza – stadion piłkarski w Kadyksie, w Hiszpanii. Został otwarty 3 września 1955 roku. Może pomieścić 25 033 widzów. Swoje spotkania rozgrywają na nim piłkarze klubu Cádiz CF, którzy przed otwarciem Estadio Ramón de Carranza występowali na Campo de Deportes Mirandilla.

## Historia
Budowę nowego stadionu klubowego dla Cádiz CF rozpoczęto w maju 1954 roku, a jego inauguracja odbyła się 3 września 1955 roku. Na otwarcie rozegrano mecz towarzyski gospodarzy z FC Barcelona, wygrany przez przyjezdnych 4:0. W sezonie 1954/55 Cádiz CF wywalczył awans do Segunda División i dzięki budowie nowej areny kolejny sezon w wyższej dywizji mógł rozgrywać już na nowym stadionie. Poprzednio, w latach 1933–1955 Cádiz CF występował na Campo de Deportes Mirandilla. Nowo otwarty obiekt mógł pomieścić 15 000 widzów i wyposażony był w bieżnię lekkoatletyczną. Arenie nadano imię Ramóna de Carranzy, dawnego alkada Kadyksu. Charakterystycznym elementem stadionu była wieża znajdująca się na środku wschodniej trybuny. 
W 1984 roku obiekt przeszedł pierwszą dużą przebudowę. Zadaszona została zachodnia trybuna wzdłuż boiska, wybudowano także od nowa trybunę północną, sytuując ją znacznie bliżej boiska, co zlikwidowało łuk za bramką i położyło kres istnieniu bieżni lekkoatletycznej. Pojemność stadionu wzrosła wówczas do 23 000 widzów. 
Kolejna duża przebudowa miała miejsce w latach 2003–2012. Modernizacja nastąpiła etapami, w pierwszej kolejności w latach 2003–2005 przebudowano trybuny wschodnią i południową, zamieniając je na dwupiętrowe. Trybunę południową, podobnie jak północną w 1984 roku również znacznie przybliżono do boiska, likwidując tym samym łuk za drugą z bramek. W związku z przebudową trybuny wschodniej rozebrano także charakterystyczną wieżę. W latach 2006–2008 przebudowano trybunę północną, tak by zyskała identyczny kształt co naprzeciwległa, południowa trybuna. Ostatnim etapem prac była kompleksowa przebudowa głównej, zachodniej trybuny, która miała miejsce w latach 2011–2012. Pojemność stadionu po modernizacji oficjalnie została ustalona na poziomie 25 033 osób, ale według władz Kadyksu obiekt może pomieścić do 20 000 widzów. 
Na arenie cztery spotkania towarzyskie rozegrała reprezentacja Hiszpanii, ponadto obiekt corocznie (począwszy od roku 1955) gości turniej Trofeo Ramón de Carranza.